# 6971 Omogokei
A 6971 Omogokei (ideiglenes jelöléssel 1992 CT) a Naprendszer kisbolygóövében található aszteroida. Tsutomu Seki fedezte fel 1992. február 8-án.